# 戶田勝成
戶田勝成（生年不詳—1600年）是日本戰國時代至安土桃山時代的武將。父母不詳。別名重正、勝重。

## 生平
生年不詳。最初仕於丹羽長秀、長重父子。在丹羽家出現內紛後，成為豐臣秀吉的家臣（另一說法指，與哥哥勝隆同様是在秀吉早期就是直臣）。
受封為越前國足羽郡安居城城主，領有1萬石。參與秀吉的九州征伐、小田原征伐，在文祿之役中，屯駐在肥前國名護屋。另外，被仕命為伏見城的普請，因為這些功勞，在慶長4年（1599年）秀吉死後，加增至2萬石。
慶長5年（1600年），在關原之戰中與石田三成連成一線而加入西軍，負責守備北國口，但是被東軍所迫，於是向美濃國方面移動。在關原本戰中，與平塚為廣一起以大谷隊先鋒的身份奮戰，但是被在松尾山佈陣、之後叛變的小早川秀秋攻擊，側面亦受到陣前倒戈的脇坂安治、朽木元綱、赤座直保、小川祐忠等4個叛軍部隊攻擊，於是全軍潰散，在敗走時遭遇織田有樂齋的長男織田長孝的部隊，在戰鬥中被織田長孝的長槍刺到頭部而戰死（一說指不是長孝，而是津田信成）。嫡男內記亦同樣在此戰中陣亡。

## 人物
- 與織田有樂、津田信成同是友人。在東軍諸大名中，有許多都是親交，有很多東軍將領為勝成死去而落涙（『武功雜記』）。

- 被認為是優秀的人物，被評為「謀才俊雄的英士」（謀才俊雄の英士）。